# Niederländische Badmintonmeisterschaft 1986
Die Niederländische Badmintonmeisterschaft 1986 war die 45. Austragung der nationalen Titelkämpfe im Badminton in den Niederlanden.

## Sieger und Finalisten
| Disziplin    | Gold                                     | Silber               |
| ------------ | ---------------------------------------- | -------------------- |
| Herreneinzel | Lex Coene                                | Pierre Pelupessy     |
| Dameneinzel  | Eline Coene                              | Astrid van der Knaap |
| Herrendoppel | Bas von Barnau Sijthoff Pierre Pelupessy |                      |
| Damendoppel  | Eline Coene Erica van Dijk               |                      |
| Mixed        | Rob Ridder Erica van Dijk                |                      |